# Gorony község
Gorony község (románul: Comuna Goruia) község Krassó-Szörény megyében, Romániában. Központja Gorony, beosztott falvai Gerlistye, Karasszentgyörgy.

## Népessége
A 2011-es népszámlálás adatai alapján a község népessége 790 fő volt.